# Plavi amarilis
Plavi amarilis (vorsleja, lat. Worsleya), monotipski rod lukovičaste trajnice iz porodice zvanikovki, smješten u tribus Hippeastreae, dio potporodice Amaryllidoideae. Jedina vrsta je W. procera iz istočnog Brazila.
- W. procera
- W. procera
- dvogodišnja W. procera

## Sinonimi
- Amaryllis procera Duch.
- Amaryllis rayneri Hook.f.
- Hippeastrum procerum Lem.
- Worsleya rayneri (Hook.f.) Traub & Moldenke